# Laura Dubini
Laura Dubini (1º aprile 1947 – Milano, 10 marzo 2007) è stata una giornalista italiana, specializzata nella moda e in musica classica.

## Biografia
Appartenente ad una famiglia di industriali lombardi, "privilegiata per nascita, educazione e anche per bellezza, precisa e infaticabile", giornalista del Corriere della Sera a partire dagli anni settanta, si occupò di moda per moltissimi anni e solo successivamente approdò alla redazione spettacoli scrivendo di musica classica e operistica, la grande passione della sua vita.
Ammalata di tumore fin dal 1989, rimase a lavorare per il Corriere nonostante l'impegno lavorativo le togliesse molte energie. Il 6 giugno 2006 annunciò con una lettera al giornale che si stava sottoponendo ad una nuova, faticosissima, cura sperimentale, al punto da definirsi con gli amici "Laura bionica". Seguita da Umberto Veronesi, fu più volte testimonial in tv della sua malattia.
Sempre nel 2006 vinse il Premio Ischia per il giornalismo e si impegnò in alcune battaglie in favore della libertà di ricerca scientifica.
Morì a Milano la notte del 10 marzo 2007, 22 giorni prima del suo 60º compleanno, a causa di un tumore.

## Opere
- Il corredino, Milano, Guide pratiche della BUR, Rizzoli, 1976
- La casa all'uncinetto. Dalla tovaglia al copriletto e alla tenda. Tanti lavori per soggiorno, angolo pranzo, camera da letto, stanza dei bambini, bagno, cucina (con: Nunzia Monanni), Guide pratiche della BUR, Rizzoli, Milano, 1978
- Il grande libro dei punti. Ferri, uncinetto (con: Roberto Cagliari e Nunzia Monanni), Guide pratiche della BUR, Rizzoli, Milano, 1980